# Gilvánfa
Gilvánfa là một thị trấn thuộc hạt Baranya, Hungary. Thị trấn này có diện tích 15,43 km², dân số năm 2010 là 381 người, mật độ 25 người/km².